# Guglielmo, duca di Cumberland
Guglielmo Augusto di Hannover, duca di Cumberland, (Westminster, 15 aprile 1721 – Londra, 31 ottobre 1765), era figlio di re Giorgio II e di Carolina di Brandeburgo-Ansbach.

## Biografia

### Primi anni
Guglielmo nacque nella Leicester House, in Leicester Fields (oggi Leicester Square), Westminster, Londra, dove i suoi genitori si erano trasferiti dopo che suo nonno, Giorgio I, era salito al trono britannico. Il 27 luglio 1726, a soli quattro anni, fu nominato duca di Cumberland, marchese di Berkhamstead nella contea di Hertford, conte di Kennington nella contea del Surrey, visconte di Trematon nella contea della Cornovaglia, e barone dell'isola di Alderney.
Il giovane principe fu istruito bene, la madre aveva nominato Edmond Halley come tutore. Un altro dei suoi precettori fu Andrew Fountaine. Al palazzo di Hampton Court gli appartamenti furono progettati appositamente per lui da William Kent.

### Inizio della carriera militare
Fin dall'infanzia aveva mostrato coraggio e capacità fisica ed era diventato il preferito dei suoi genitori che lo destinarono all'ammiragliato. Nel 1740 si imbarcò, come volontario, nella flotta comandata da Sir John Norris, ma ben presto divenne insoddisfatto della Marina, e, all'inizio del 1742, iniziò una carriera nell'esercito.
Nel dicembre del 1742, divenne maggior generale e, l'anno seguente, fu attivo, per la prima volta in servizio, in Germania. Si distinse particolarmente il 27 giugno 1743 nella battaglia di Dettingen in cui fu ferito ad una gamba.
Nel 1745 fu nominato capitano generale delle forze terrestri britanniche e nelle Fiandre divenne comandante in capo degli inglesi alleati contro i francesi, nonostante la sua inesperienza.
Inizialmente programmò l'offensiva contro i francesi con un attacco fulmineo che, nelle sue intenzioni, avrebbe portato alla cattura di Parigi, ma fu convinto dai suoi consiglieri che questo era impossibile data la grande superiorità numerica del nemico. Durante questo periodo venne guidato da John Ligonier, militare d'esperienza di origine francese, che lo convinse che gli alleati dovevano agire sulla difensiva.
Nella battaglia di Fontenoy, l'11 maggio 1745, gli alleati furono sconfitti dai francesi guidati da Maurizio di Sassonia. Guglielmo Augusto aveva ignorato la minaccia proveniente da eventuali imboscate al momento di elaborare i suoi piani di battaglia, e si era invece concentrato sulla città di Fontenoy attaccando il grosso dell'esercito francese nelle vicinanze.
Negli 1745 e 1746 riuscì a domare la rivolta giacobita in Scozia sconfiggendo Carlo Edoardo Stuart e il suo esercito nella battaglia di Culloden meritandosi l'appellativo di "macellaio" a causa delle sue brutali repressioni.
Nel 1747 subì un'ulteriore sconfitta nella battaglia di Lauffeldt che, insieme alla caduta di Bergen op Zoom, portò ai negoziati forzati e al trattato di Aquisgrana (1748).
Al comando dell'esercito di Hannover, durante la guerra dei Sette anni, nel 1757 fu costretto ad accettare la resa di Kloster Zeven, mai ufficialmente riconosciuta dal governo britannico, dopo la sconfitta di Hastenbeck.

### Gli ultimi anni
Dopo la pace forzata di Klosterzeven, per la quale il padre Giorgio II lo accusò di averlo disonorato, Guglielmo tornò a Londra, rassegnò le dimissioni da tutti gli uffici militari e pubblici e si ritirò a vita privata.
Negli ultimi anni si alleò con i whigs, a causa delle sue contrapposizioni con il re Giorgio III e con John Stuart, III conte di Bute, e fu proprio in questo periodo che cominciò a riguadagnare quella popolarità che aveva prima ottenuto e poi perso sul campo di battaglia.
Non si era mai completamente ripreso dalla ferita a Dettingen ed era obeso. Nel mese di agosto del 1760 subì un ictus. Morì ad Upper Grosvenor Street, a Londra, il 31 ottobre 1765, a quanto pare per un infarto del miocardio, all'età di 44 anni.

## Titoli
- 15 aprile 1721 – 27 luglio 1726: Sua Altezza Reale il Principe Guglielmo, Principe di Gran Bretagna, Francia e Irlanda, Duca di Brunswick-Lüneburg
- 27 luglio 1726 - 31 ottobre 1765: Sua Altezza Reale il Principe Guglielmo, Duca di Cumberland, Marchese di Berkhamstead nella contea di Hertford, Conte di Kennington nella contea del Surrey, Visconte di Trematon nella contea della Cornovaglia, Barone dell'isola di Alderney, Principe di Gran Bretagna e Irlanda, Duca di Brunswick-Lüneburg, K.G., K.B., P.C.

## Ascendenza
|                                          |                                   |                                           | Genitori                                |  |  | Nonni |  |  | Bisnonni                              |  |  | Trisnonni                     |  |
|                                          |                                   |                                           |                                         |  |  |       |  |  | Ernesto Augusto di Brunswick-Lüneburg |  |  | Giorgio di Brunswick-Lüneburg |  |
|                                          |                                   |                                           |                                         |  |  |       |  |  | Ernesto Augusto di Brunswick-Lüneburg |  |  | Giorgio di Brunswick-Lüneburg |  |
|                                          |                                   | Anna Eleonora di Assia-Darmstadt          |                                         |  |  |       |  |  | Ernesto Augusto di Brunswick-Lüneburg |  |  |                               |  |
| Giorgio I d'Inghilterra                  |                                   |                                           |                                         |  |  |       |  |  | Ernesto Augusto di Brunswick-Lüneburg |  |  |                               |  |
|                                          |                                   | Sofia del Palatinato                      | Federico V del Palatinato               |  |  |       |  |  |                                       |  |  |                               |  |
|                                          |                                   | Sofia del Palatinato                      | Federico V del Palatinato               |  |  |       |  |  |                                       |  |  |                               |  |
|                                          |                                   | Sofia del Palatinato                      | Elisabetta Stuart                       |  |  |       |  |  |                                       |  |  |                               |  |
| Giorgio II del Regno Unito               |                                   | Sofia del Palatinato                      |                                         |  |  |       |  |  |                                       |  |  |                               |  |
|                                          |                                   | Giorgio Guglielmo di Brunswick-Lüneburg   | Giorgio di Brunswick-Lüneburg           |  |  |       |  |  |                                       |  |  |                               |  |
|                                          |                                   | Giorgio Guglielmo di Brunswick-Lüneburg   | Giorgio di Brunswick-Lüneburg           |  |  |       |  |  |                                       |  |  |                               |  |
|                                          |                                   | Giorgio Guglielmo di Brunswick-Lüneburg   | Anna Eleonora di Assia-Darmstadt        |  |  |       |  |  |                                       |  |  |                               |  |
| Sofia Dorotea di Celle                   |                                   | Giorgio Guglielmo di Brunswick-Lüneburg   |                                         |  |  |       |  |  |                                       |  |  |                               |  |
|                                          |                                   | Éléonore d'Esmier d'Olbreuse              | Alexandre II d'Esmier d'Olbreuse        |  |  |       |  |  |                                       |  |  |                               |  |
|                                          |                                   | Éléonore d'Esmier d'Olbreuse              | Alexandre II d'Esmier d'Olbreuse        |  |  |       |  |  |                                       |  |  |                               |  |
|                                          |                                   | Éléonore d'Esmier d'Olbreuse              | Jacquette Poussard de Vandré            |  |  |       |  |  |                                       |  |  |                               |  |
| Guglielmo Augusto di Hannover            |                                   | Éléonore d'Esmier d'Olbreuse              |                                         |  |  |       |  |  |                                       |  |  |                               |  |
|                                          | Alberto II di Brandeburgo-Ansbach | Gioacchino Ernesto di Brandeburgo-Ansbach |                                         |  |  |       |  |  |                                       |  |  |                               |  |
|                                          | Alberto II di Brandeburgo-Ansbach | Gioacchino Ernesto di Brandeburgo-Ansbach |                                         |  |  |       |  |  |                                       |  |  |                               |  |
|                                          | Alberto II di Brandeburgo-Ansbach | Sofia di Solms-Laubach                    |                                         |  |  |       |  |  |                                       |  |  |                               |  |
| Giovanni Federico di Brandeburgo-Ansbach | Alberto II di Brandeburgo-Ansbach |                                           |                                         |  |  |       |  |  |                                       |  |  |                               |  |
|                                          |                                   | Sofia Margherita di Öttingen-Öttingen     | Gioacchino Ernesto di Öttingen-Öttingen |  |  |       |  |  |                                       |  |  |                               |  |
|                                          |                                   | Sofia Margherita di Öttingen-Öttingen     | Gioacchino Ernesto di Öttingen-Öttingen |  |  |       |  |  |                                       |  |  |                               |  |
|                                          |                                   | Sofia Margherita di Öttingen-Öttingen     | Anna Sibilla di Solms-Sonnenwalde       |  |  |       |  |  |                                       |  |  |                               |  |
| Carolina di Brandeburgo-Ansbach          |                                   | Sofia Margherita di Öttingen-Öttingen     |                                         |  |  |       |  |  |                                       |  |  |                               |  |
|                                          |                                   | Giovanni Giorgio I di Sassonia-Eisenach   | Guglielmo di Sassonia-Weimar            |  |  |       |  |  |                                       |  |  |                               |  |
|                                          |                                   | Giovanni Giorgio I di Sassonia-Eisenach   | Guglielmo di Sassonia-Weimar            |  |  |       |  |  |                                       |  |  |                               |  |
|                                          |                                   | Giovanni Giorgio I di Sassonia-Eisenach   | Eleonora Dorotea di Anhalt-Dessau       |  |  |       |  |  |                                       |  |  |                               |  |
| Eleonora Erdmuthe di Sassonia-Eisenach   |                                   | Giovanni Giorgio I di Sassonia-Eisenach   |                                         |  |  |       |  |  |                                       |  |  |                               |  |
|                                          |                                   | Giovannetta di Sayn-Wittgenstein          | Ernesto di Sayn-Wittgenstein            |  |  |       |  |  |                                       |  |  |                               |  |
|                                          |                                   | Giovannetta di Sayn-Wittgenstein          | Ernesto di Sayn-Wittgenstein            |  |  |       |  |  |                                       |  |  |                               |  |
|                                          |                                   | Giovannetta di Sayn-Wittgenstein          | Luisa Giuliana di Erbach-Erbach         |  |  |       |  |  |                                       |  |  |                               |  |
|                                          |                                   | Giovannetta di Sayn-Wittgenstein          |                                         |  |  |       |  |  |                                       |  |  |                               |  |